# Choisy (gemeente)
Choisy is een gemeente in het Franse departement Haute-Savoie (regio Auvergne-Rhône-Alpes). De plaats maakt deel uit van het arrondissement Annecy. Choisy telde op 1 januari 2022 1.704 inwoners.

## Geografie
De oppervlakte van Choisy bedroeg op 1 januari 2022 16,57 vierkante kilometer; de bevolkingsdichtheid was toen 102,8 inwoners per km².

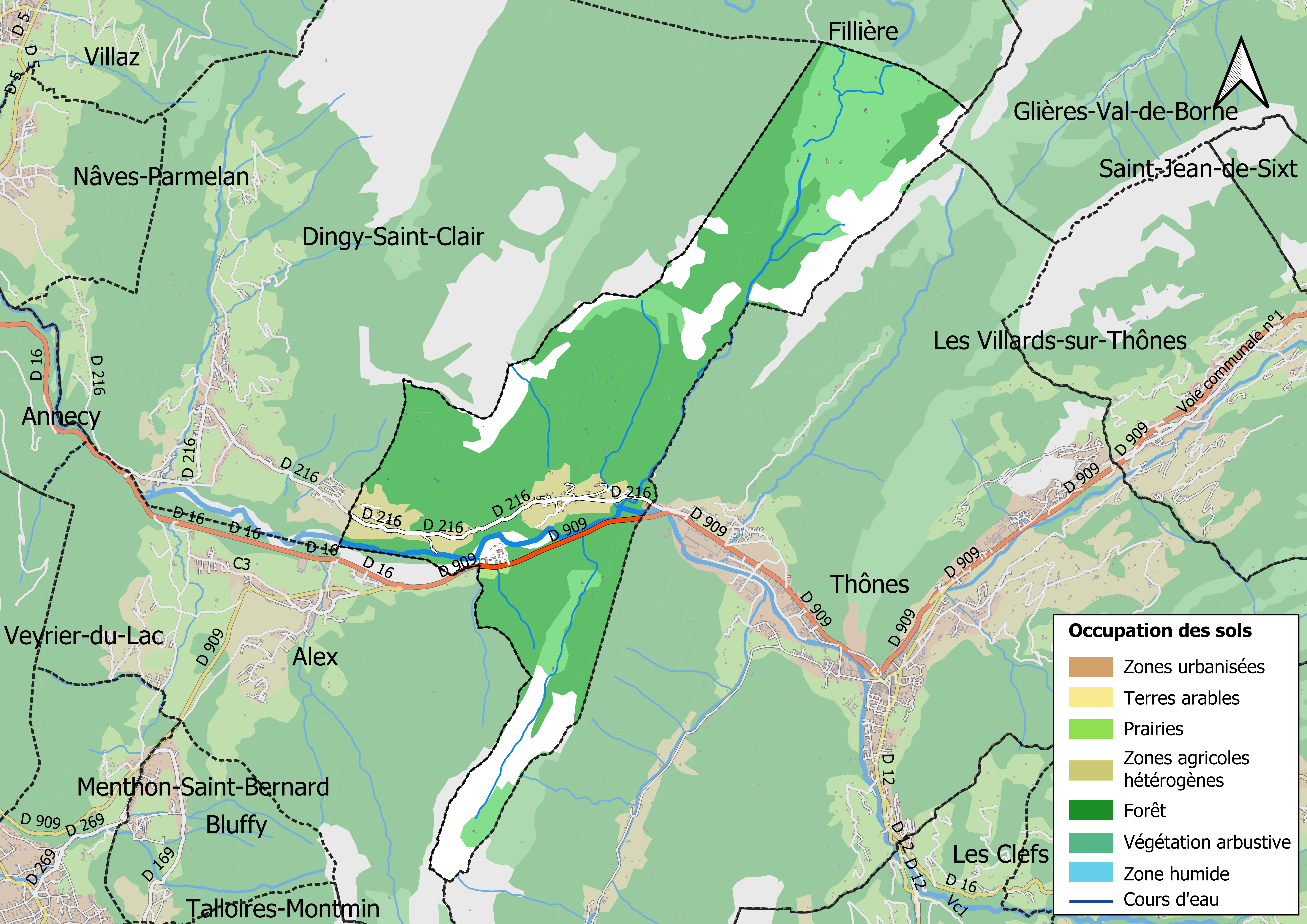
Kaart van de gemeente met de belangrijkste infrastructuur, bodemgebruik en omliggende gemeenten

## Demografie
Onderstaande figuur toont het verloop van het inwonertal (bron: INSEE-tellingen).